# Fude
Fude (kinesiska: 福德镇, 福德) är en köping i Kina. Den ligger i provinsen Sichuan, i den sydvästra delen av landet, omkring 250 kilometer öster om provinshuvudstaden Chengdu. Antalet invånare är 14 734. Befolkningen består av 7 112 kvinnor och 7 622 män. Barn under 15 år utgör 20,0 %, vuxna 15-64 år 67 %, och äldre över 65 år 11,0 %.
Genomsnittlig årsnederbörd är 1 469 millimeter. Den regnigaste månaden är september, med i genomsnitt 284 mm nederbörd, och den torraste är december, med 11 mm nederbörd.